# Sibmas
I veicoli SIBMAS, di costruzione belga, sono mezzi realizzati per l'export, e venduti esclusivamente alla Malaysia. Essi sono stati realizzati dalla BNCFN, con il ricordo a componenti commerciali, quali il motore, per realizzare un veicolo economico e ragionevolmente efficace. Il prototipo, iniziato nel 1975, venne completato nel 1976.

## Storia[1]
Nel 1075 la società belga Constructions Ferroviaires et Métalliques ha avviato la progettazione di questo mezzo a titolo privato, senza cioè alcuna richiesta o commessa da parte dell'esercito. Il veicolo è configurato per adempiere a ruoli diversificati fra cui ricordiamo quello di lanciamissili controcarro, trasporto corazzato truppe, porta mortaio, veicolo da ricognizione, veicolo per difesa antiaerea o veicolo recuperi. Verso la fine del 1981 la Malaysia ha ordinato 186 veicoli in 2 differenti varianti: 162 per il supporto al fuoco e 24 per recuperi.

## Struttura
Si tratta di trasporti truppa (APC) dalla taglia ed aspetto imponenti, anche se usati più che altro come carri ruotati, con motori diesel da 320 hp e 6 ruote motrici (6x6), caratteristicamente spaziate tra il secondo e il terzo asse, per avere uno spazio per le portiere laterali. Il posto di pilotaggio è dotato di finestrini antiproiettile per tutti i lati che possono essere coperti da pannelli corazzati muniti di blocchi visivi, con il pilota al centro del muso e dotato di un ampio campo visivo, come sul similare Ratel sudafricano. La massa è minore, dunque anche la corazzatura lo è, e il comparto truppa, per 11 uomini, è al centro del veicolo, dal momento che il motore è posteriore. Le prestazioni sono buone come velocità, autonomia e capacità di superare ostacoli.
Lo scafo del SIBMAS originale è in piastre d'acciaio saldate che consentono un'ottima protezione per l'equipaggio contro il fuoco di armi leggere e i frammenti di proiettili d'artiglieria. La torretta si trova immediatamente dietro al conduttore, lo scomparto truppe è situato dietro la torretta e può ospitare 11 fanti in pieno assetto di combattimento; sei di questi siedono al centro, dorso contro dorso, e gli altri lungo il passaggio risultante fra il vano motore e la fiancata, che conduce verso il portello posteriore. Vi sono 4 botole ricavate sul tetto su cui, in posizione posteriore, è possibile montare una mitragliatrice opportunamente comandata a distanza. Nello scomparto truppe vi sono oblò che vengono utilizzati per il tiro e blocchi visivi, così gli occupanti  possono sparare agevolmente con le armi individuali.
Al motore sono state applicate frizioni a disinnesto rapido per gli accoppiamenti idraulici e meccanici e il motore può essere rimosso da due uomini in 30 minuti,in modo da poter svolgere le opportune riparazioni in breve tempo. Il motore fa ruotare un albero che conduce alla trasmissione disposta sotto il fondo, dietro le ruote anteriori. Tutte le sei ruote sono motrici.
Il veicolo è completamente anfibio, propulso in acqua da due eliche gemelle installate nella parte posteriore dello scafo; le ruote possono funzionare di conserva in modo che il veicolo può usare ambedue i sistemi per uscire dall'acqua. Non è necessaria alcuna preparazione per il guado di qualsiasi tipo di corso d'acqua salvo il sollevamento del solito apposito pannello di galleggiamento incernierato sul muso.

### Varianti dell'armamento
Al veicolo originale possono essere applicati vari sistemi d'arma opzionali, come ad esempio i seguenti: torrette Cockerill e Hispano-Suiza con cannoni da 90 mm, torrette contraeree con cannoni binati da 20 mm,  torrette Hispano-Suiza "Serval" dotate di cannoni/mortai da 81 a 60 mm e un cannone da 20 mm e un certo numero di torrette più piccole con cannoni da 20 mm e mitragliatrici. Esistono progetti di varianti come ambulanza, trasporto materiale e veicoli porta mortai.

## Esportazione
Circa 186 mezzi consegnati tra il 1982 e il 1986, 162 dei quali in configurazione di supporto di fuoco, con cannone Cockerill da 90mm in torretta, mentre gli altri sono in configurazione mezzo recupero e officina.
Curiosamente, nessun altro veicolo è stato più esportato, malgrado questo sostanzioso ordine e un buon servizio (i mezzi sono ancora in uso, aggiornati via via con piccoli miglioramenti, come una serie di lanciafumogeni in torretta). Essi hanno un'importante funzione di supporto di fuoco potente e efficace, abbinata al trasporto truppe di una squadra di fanteria, mentre i 24 ARV sono importanti come mezzi di supporto meccanico.
Di recente un altro cliente almeno è stato individuato. Il corpo dei Marines di Taiwan ha messo in servizio, almeno dal 1990, il SIBMAS, che è stato visto almeno nella versione con mitragliera da 20 mm.